# كلمة السر (كتاب)
كتاب كلمة السر هو كتاب من تأليف الدكتور مصطفى محمود يتحدث فيه عن سر الشقاء والمعاناة التي نتكبدها في حياتنا.. وعن سبب فساد المجتمع. فهو يؤكد أننا معاقبون بهذا الضنك في حياتنا لأننا نسينا الله وغرقنا في الشهوات الدنيوية.

## مقتطفات من الكتاب
- “لابد من الاعتراف أننا نحن المسلمين أخفقنا في الدعوة اللى ديننا وأننا لم نبلغ الأسلام بقيمه الرفيعة ومعانيه السامية إلى العالم...و أننا كنا أنفسنا أسوأ دعاية للإسلام وأسوأ صورة للمسلم...و أننا رغم كنوز الطاقة والثراء الباذخ الذي أنعم علينا به المنعم ((نحن ورثة أغنى منطقة في العالم بثرواتها الطبيعية)) تخلفنا في العلم وفي الأقتصاد وفي السياسة وفي الآخذ بالديموقراطية... ولم نتعلم من قرآننا كيف نتعامل مع الأعداء والخصوم...”
- “وما يحدث هذه الأيام أن الكل يرفع الأيدي بالدعاء لرفع الظلم ولكن الكل ظالم مستبد كل في دائرته فلا يستجاب دعاء.. وتغرق الدنيا في المظالم أكثر وأكثر. ولو ركبنا إلى الله مركب الصدق.. وعدل كل منا في دائرته وأخلص في عمله واتقى في قوله لتولانا الله برحمته ولأكلنا من فوقنا ومن تحت أرجلنا ولما احتجنا لأحد ولا لشيء.. ولكننا نتكلم في الدين ولا نعرفه وندعو إلى الأخلاق ولا نتخلق بها.. وهذه دنيانا.. أصبحت مرآه لأفعالنا.. ولا غرابة!! يقول العارفون.. كما تكونوا يول عليكم. ومن خفايا القلوب تأتي طوالع الغيوب. وإنما يبدأ كفاح الظلم.. في نفوسنا أولا. وهكذا كل شيء يبدأ منا ويرتد علينا. وبين الظلم الظاهر والعدل الخفي خيط رفيع لا يراه إلا أهل القلوب.”
- “أهل لا إله إلا الله لا تنفرط لهم وحدة، لأنهم أمة الواحد !”
- “وبين الظلم الظاهر والعدل الخفى خيط رفيع لا يراه الا أهل القلوب”
- “الخراب في داخلنا يا إخوة هو سبب الكارثة. ومن يصلح هذا الخراب في نفسه سيكون هو البطل الذي سيبدّل الله على يديه الأحوال.”
- “والشر في العادة أقوى شوكة وأفضل تنظيمًا وأكثر أعوانًا من الخير في المدى القصير.. ولكنه في المدى الطويل لابد خاسر ومهزوم.”
- “الباحث عن لحظة هدوء في هذا الزمان لا يجدها..”
- “وصناعة الغيوبة وغزو العقول والاستيلاء على الفكر قبل الأرض أصبحت صناعة العصر.. والتحكم عن بُعد في الشعوب أصبح لعبة الكبار والصغار.”

## وصلات خارجية
- فيديو حلقات الدكتور مصطفى محمود.
- مدونة الدكتور مصطفى محمود.
- «كان نائماً في سكينة تامة لم يستيقظ منها»: ابنة مصطفى محمود لـ «العربية.نت»: العالم الكبير رحل في هدوء، العربية نت، 31 أكتوبر 2009.
- صفحة مصطفى محمود على موقع أبجد
- صفحة اقتباسات مصطفى محمود على موقع أبجد
- صفحة باسم الدكتور رائعة على الفيس بوك
- الفيلم الوثائقي العالم والايمان على اليوتيوب
- محمود تحميل كتب الدكتور مصطفى محمود كاملة pdf